# We Rule the Night
We Rule the Night – czwarty studyjny album zespołu Sonic Syndicate. Producentem albumu jest Toby Wright, który współpracował z takimi wykonawcami jak Alice in Chains, Metallica, Sevendust oraz Korn. Album został wydany 27 sierpnia 2010 roku na rynku europejskim.

## Lista utworów
1. „Beauty and the Freak” – 3:32
2. „Revolution, Baby!” – 3:24
3. „Turn It Up” – 3:38
4. „My Own Life” – 3:46
5. „Burn This City” – 3:29
6. „Black and Blue” – 3:29
7. „Miles Apart” – 3:39
8. „Plans Are for People” – 4:11
9. „Leave Me Alone” – 3:56
10. „Break of Day” – 3:20
11. „We Rule the Night” – 4:00
12. „Dead and Gone” (bonus track na japońskiej edycji albumu) – 3:46
13. „Perfect Alibi” (bonus track na japońskiej edycji albumu) – 3:41
14. „Heart of Eve” (bonus track spoza płyty) – 4:39

## Twórcy
- Nathan James Biggs – wokal
- Richard Sjunnesson – wokal
- Roger Sjunnesson – gitara
- Robin Sjunnesson – gitara
- Karin Axelsson – gitara basowa
- John Bengtsson – perkusja

## Single
1. „Revolution, Baby!” – 17 maja 2010
2. „My Own Life” – 1 sierpnia 2010
3. „Turn It Up!” – 1 października 2010